# Лернер, Давид Михайлович
Дави́д Миха́йлович Ле́рнер (20 сентября 1909, Жмеринка, Подольская губерния — 30 марта 2012, Москва) — советский и российский пианист. Народный артист Российской Федерации (1996).

## Биография
Окончил Киевскую консерваторию (1932), работал в оркестре ЦДКА в Москве.
В 1936 году получил назначение концертмейстером радиокомитета Петропавловска-Камчатского. Можно встретить утверждение, что привезённый Лернером с собой рояль был первым роялем на Камчатке.
В 1937—1939 годах репрессирован. В 1942—1945 гг. служил мичманом на Тихоокеанском флоте.
Затем работал в Москве, преимущественно аккомпаниатором. На протяжении 20 лет сопровождал выступления М. П. Максаковой, около 15 лет — С. Я. Лемешева, был концертмейстером во время гастролей в СССР Н. Гедды, П. Робсона и других известных исполнителей. Также аккомпанировал Эмилю Горовцу, Муслиму Магомаеву, Сиди Таль, Лидии Мясниковой и Соломону Хромченко. Позднее выступал и как солист, широко гастролируя по всему Советскому Союзу.
Похоронен на Троекуровском кладбище.

## Награды и звания
- Орден Почёта (2004)[2].
- Орден Отечественной войны II степени.
- Народный артист Российской Федерации (1996).
- Заслуженный артист РСФСР (1991).